# Wacton (Herefordshire)
Wacton – wieś w Anglii, w hrabstwie Herefordshire. Leży 21 km na północny wschód od miasta Hereford i 185 km na północny zachód od Londynu.